# Spirit of the Anzacs
Spirit of the Anzacs è un singolo del cantante australiano Lee Kernaghan, pubblicato il 22 gennaio 2015 come unico estratto dall'album omonimo.
Il singolo ha visto la collaborazione dei seguenti artisti: Guy Sebastian, Sheppard, Jon Stevens, Jessica Mauboy, Shannon Noll e Megan Washington.

## Successo commerciale
Il singolo ha ottenuto successo in Australia.

## Video musicale
Il videoclip del brano è stato pubblicato il 26 febbraio 2015.